# Meike de Nooy
Meike de Nooy, född 2 maj 1983 i Eindhoven, är en nederländsk vattenpolomålvakt. Hon ingick i Nederländernas landslag vid olympiska sommarspelen 2008.
Meike de Nooy studerade vid University of Hawaii, där hon fick gott om speltid i vattenpololaget och blev antagen till VM-laget 2005 i Montréal.